# 1956年メルボルンオリンピック
1956年メルボルンオリンピック（1956ねんメルボルンオリンピック）は、1956年11月22日から12月8日まで、オーストラリアのメルボルンで行われたオリンピック競技大会。メルボルン1956（Melbourne 1956）と呼称される。

## 大会開催までの経緯
1949年にローマで行われたIOC総会で、次の10都市（5ヶ国）が立候補した。
| 都市             | 国             | - | 都市             | 国             |
| ---------------- | -------------- | - | ---------------- | -------------- |
| メルボルン       | オーストラリア | - | ロサンゼルス     | アメリカ合衆国 |
| モントリオール   | カナダ         | - | デトロイト       | アメリカ合衆国 |
| ブエノスアイレス | アルゼンチン   | - | サンフランシスコ | アメリカ合衆国 |
| メキシコシティ   | メキシコ       | - | シカゴ           | アメリカ合衆国 |
| ミネアポリス     | アメリカ合衆国 | - | フィラデルフィア | アメリカ合衆国 |

最終的にIOCはメルボルンとブエノスアイレスの南半球2都市に絞って委員に判断を委ね、結果、メルボルンが21票に対し、ブエノスアイレスが20票で、1票差でメルボルンに軍配が上がった。
だがメルボルンは開催都市に選ばれたものの、準備は遅々として進まず、以後3度のIOC総会でも、メルボルンの準備状態報告は要領を得ないものだった。たまりかねたIOCは、3ヶ月の期限付きで開催可能かどうかの最終的な回答を求め、なければ1952年7月のヘルシンキでの総会で改めて1956年開催地を選定すると引導を渡した。メルボルン側は組織委員会を中心にフル回転せざるを得なくなり、とにもかくにも開催可能の回答を用意し、IOCに返事して一件落着となった。

## ハイライト
- 夏季オリンピック史上初めて南半球で行われた。また、メルボルンの緯度が高いこともあって結果的に北半球が冬になってからの開催となった（このため、夏季オリンピックでは開会・閉会ともに一番遅い時期に行われた大会である）。なお、44年後の2000年に開催された2000年シドニーオリンピックは9月15日から10月1日、2016年リオデジャネイロオリンピックは8月5日から21日に開催され、2032年ブリスベンオリンピックは7月23日から8月8日に開催される予定である（シドニー、ブラジルのリオデジャネイロ、ブリスベンはいずれもメルボルンより緯度が低い）。
- 3つの国際情勢によりボイコットをする国々が相次いだ。ひとつは、イギリスとフランスが関与したスエズ動乱に抗議しエジプト、レバノン、イラクが不参加、2つ目はソ連によるハンガリー侵攻に抗議しスペイン、オランダ、スイスが不参加となった。水球のハンガリー対ソ連戦は乱闘騒ぎにまで発展していった（メルボルンの流血戦）。大会終了後、フェレンツ・プスカシュら45人のハンガリー選手が西側諸国に亡命した。3つ目は中華民国の参加に抗議し、中華人民共和国がボイコットした[2]。エジプト、スペイン、オランダ、スイスは後述する馬術競技に参加、一方中国のオリンピック参加は1984年ロサンゼルスオリンピックまで実現しなかった。
- ドイツが前々回の1948年ロンドンオリンピックに参加が禁じられて以降、1952年ヘルシンキオリンピックでは西ドイツ選手のみの参加に終わったが、この大会から東ドイツとの連合チーム（東西統一ドイツ）での参加、その後1964年まで続いた。
- 地元オーストラリアのベティ・カスバートが陸上競技短距離走で3つの金メダルを獲得し、『ゴールデン・ガール』になった。また、同じオーストラリアのマレー・ローズが競泳で3つの金メダルを獲得した。
- 閉会式の入場が国別でなく、各国の選手が入り混じって一体となった形をとる初めての大会となった。
- 陸上が日程の前半であったために、大きなウエイトを占める陸上選手が早々に帰国してしまい、閉会式が盛り上がらなかった。
- 馬術競技は畜産が主要産業であるオーストラリアの検疫が非常に厳しく、検疫期間が6か月と長期にわたるため1956年6月10日から6月17日まで、スウェーデンのストックホルムで先行して行われた。シドニーオリンピックにおいては技術が進歩し2週間に短縮することが可能になったことにより、オーストラリア国内での開催が可能になっている。
- 日本選手団は当時、史上最多となる銀メダルを10個獲得した。

## 実施競技
| - 陸上競技 - 競泳 - 飛込 - 水球 - サッカー - ボート - ホッケー - ボクシング - 体操 - バスケットボール - レスリング |  | - セーリング - ウエイトリフティング - 自転車 - 馬術 - フェンシング - 射撃 - 近代五種競技 - カヌー - 野球 - オージーフットボール |

## 参加国・地域
計67。
| 今大会が初参加は青 |  | 参加選手数の色分け |
| 今大会が初参加は青 |  | 参加選手数の色分け |

| \| - アフガニスタン (12) - アルゼンチン (28) - オーストラリア (294) - オーストリア (29) - バハマ (4) - ベルギー (51) - バミューダ (3) - ブラジル (44) - イギリス領ガイアナ (4) - ブルガリア (43) - ビルマ (11) - カナダ (92) - セイロン (3) - チリ (33) - 中華民国 (13) - コロンビア (26) - キューバ (16) - チェコスロバキア (63) - デンマーク (31) - エチオピア (12) - フィジー (5) - フィンランド (71) - フランス (137) \| \| - 東西統一ドイツ (158) - イギリス (189) - ギリシャ (13) - 香港 (2) - ハンガリー (108) - アイスランド (2) - インド (59) - インドネシア (22) - イラン (17) - アイルランド (18) - イスラエル (3) - イタリア (129) - ジャマイカ (6) - 日本 (110) - ケニア (25) - リベリア (4) - ルクセンブルク (11) - マラヤ連邦 (32) - メキシコ (24) - ニュージーランド (53) - ナイジェリア (10) - 北ボルネオ (2) \| \| - ノルウェー (22) - パキスタン (55) - ペルー (8) - フィリピン (39) - ポーランド (64) - ポルトガル (11) - プエルトリコ (10) - ルーマニア (44) - シンガポール (52) - 南アフリカ (50) - 韓国 (35) - ソビエト連邦 (272) - スウェーデン (88) - タイ (38) - トリニダード・トバゴ (6) - トルコ (19) - ウガンダ (3) - アメリカ合衆国 (297) - ウルグアイ (21) - ベネズエラ (19) - ベトナム (6) - ユーゴスラビア (35) \| なお、以下の5か国は、馬術競技（・ストックホルムで開催）にのみ参加した。 - カンボジア (2)、 エジプト (3)、 オランダ (1)、 スペイン (6)、 スイス (9) |  | |  | |
| - アフガニスタン (12) - アルゼンチン (28) - オーストラリア (294) - オーストリア (29) - バハマ (4) - ベルギー (51) - バミューダ (3) - ブラジル (44) - イギリス領ガイアナ (4) - ブルガリア (43) - ビルマ (11) - カナダ (92) - セイロン (3) - チリ (33) - 中華民国 (13) - コロンビア (26) - キューバ (16) - チェコスロバキア (63) - デンマーク (31) - エチオピア (12) - フィジー (5) - フィンランド (71) - フランス (137) |  | - 東西統一ドイツ (158) - イギリス (189) - ギリシャ (13) - 香港 (2) - ハンガリー (108) - アイスランド (2) - インド (59) - インドネシア (22) - イラン (17) - アイルランド (18) - イスラエル (3) - イタリア (129) - ジャマイカ (6) - 日本 (110) - ケニア (25) - リベリア (4) - ルクセンブルク (11) - マラヤ連邦 (32) - メキシコ (24) - ニュージーランド (53) - ナイジェリア (10) - 北ボルネオ (2) |  | - ノルウェー (22) - パキスタン (55) - ペルー (8) - フィリピン (39) - ポーランド (64) - ポルトガル (11) - プエルトリコ (10) - ルーマニア (44) - シンガポール (52) - 南アフリカ (50) - 韓国 (35) - ソビエト連邦 (272) - スウェーデン (88) - タイ (38) - トリニダード・トバゴ (6) - トルコ (19) - ウガンダ (3) - アメリカ合衆国 (297) - ウルグアイ (21) - ベネズエラ (19) - ベトナム (6) - ユーゴスラビア (35) |

## 各国の獲得メダル
| 順 | 国・地域                       | 金 | 銀 | 銅 | 計 |
| -- | ------------------------------ | -- | -- | -- | -- |
| 1  | ソビエト連邦 (URS)             | 37 | 29 | 32 | 98 |
| 2  | アメリカ合衆国 (USA)           | 32 | 25 | 17 | 74 |
| 3  | オーストラリア (AUS)（開催国） | 13 | 8  | 14 | 35 |
| 4  | ハンガリー (HUN)               | 9  | 10 | 7  | 26 |
| 5  | イタリア (ITA)                 | 8  | 8  | 9  | 25 |
| 6  | スウェーデン (SWE)             | 8  | 5  | 6  | 19 |
| 7  | 東西統一ドイツ (EUA)           | 6  | 13 | 7  | 26 |
| 8  | イギリス (GBR)                 | 6  | 7  | 11 | 24 |
| 9  | ルーマニア (ROU)               | 5  | 3  | 5  | 13 |
| 10 | 日本 (JPN)                     | 4  | 10 | 5  | 19 |

## 関連楽曲
オリンピックの歌（作詞：塩崎敏彦、補作詞：高橋掬太郎、作曲：江口夜詩、歌：林伊佐緒、井口小夜子）
国民愛唱歌。1956年7月発売（キング）。
若い選手（作詞：池田誠一郎、補作詞：高橋掬太郎、作曲：江口夜詩、歌：津村謙、若原一郎、春日八郎）
「オリンピックの歌」のレコードB面曲。
オリンピック子供の歌（作詞：本間ちづ子、補作詞：高橋掬太郎、作曲：山本雅之）